# 鮮卑仲吉
鲜卑仲吉，蒙古帝国将领，中山人（今河北省定州市）人，鲜卑氏。
鮮卑仲吉在1215年蒙古軍第一次攻打金朝战争时，率平滦路军民至军门降蒙古，成吉思汗命他为滦州节度使。跟随阿朮魯南征金朝，担任右副元帅，攻取信安、关州诸城，以功赐虎符，授河北等路汉军兵马都元帅。1232年，金朝最後皇帝金哀宗从蒙古軍包围的開封逃出，逃入蔡州，塔察儿率軍包围蔡州。鮮卑仲吉在蔡州之战有功，加金吾卫上将军、兴平路都元帅、右监军、永安军节度使，兼滦州管内观察使、提举常平仓事、开国侯，不久后去世。其子鲜卑准。